# 길정우 (배우)
길정우(2007년 1월 3일 ~ )은 대한민국의 배우이다.

## 출연 작품

### 방송
- 2014년 《정도전》 ... 어린 이방석 역 (박준목 아역)
- 2014년 《내 생애 봄날》 ... 강바다 역
- 2015년 《프로듀사》 ... 어린 라준모 역 (차태현 아역)
- 2015년 《KBS 드라마 스페셜 - 낯선 동화》 ... 재봉 역
- 2015~2016년 《부탁해요, 엄마》 ... 김산 역
- 2015~2016년 《육룡이 나르샤》 ... 정기준 역 (정도전의 조카)
- 2016년 《가화만사성》 ... 서진 역
- 2016년 《닥터스》 ... 어린 이지홍 역 (로몬, 김래원 아역)
- 2017년 《비밀의 숲》 ... 어린 황시목(10세) 역
- 2017년 《꽃 피어라 달순아!》 ... 어린 정윤재 역
- 2017~2018년 《로봇이 아니야》 ... 어린 김민규 역
- 2018년 《작은 신의 아이들》 ... 어린 뽀빠이 역
- 2020년 《엄마가 바람났다》 ... 박민호 역